# Reith bei Seefeld
Reith bei Seefeld je obec v Rakousku ve spolkové zemi Tyrolsko v okrese Innsbruck-venkov. Nachází se 12,5 km severozápadně od Innsbrucku a 3 km jižně od městečka Seefeld in Tirol.  V obci žije přibližně 1 400 obyvatel.

## Poloha
Obec leží na úpatí 2 374 metrů vysokého vrcholu Reither na jižním okraji náhorní plošiny Seefeld Plateau, nad údolím Inntal, odkud vede silnice přes Zirler Berg do Inntalu.
Rozloha obce je 20,9 km², z toho 68 % tvoří lesy, 12 % je využíváno pro zemědělství a dvě procenta jako zahrady. Z celkové plochy je 13,7 % území osídleno.
Území obce zahrnuje rozptýlené osady (Rotte) Auland, Gschwandt, Krinz, Leithen, Mühlberg a seskupenou vesnici Reith.

### Sousední obce
| Seefild in Tirol | Seefild in Tirol |      |
| Telfs            |                  | Zirl |
|                  | Pettnau Zirl     |      |

## Historie
Název obce, který pochází z vrcholného středověku, odkazuje na mýtní činnost; název znamená něco jako „odlesněné místo“. První písemná zmínka o obci Leithen pochází z let 1151–1157, kdy je uváděna jako Lîten.
Těžba tzv. kamenného oleje je doložena od roku 1350. V roce 1576  Abraham Schnitzer poprvé vydestiloval hustý léčivý olej. Těžba roponosné břidlice byla ukončena v roce 1964; hornina zpracovávaná na léčivé prostředky v závodě Ichthyolwerk Maximilianshütte pochází z dolu v Corbonodu jižně od Ženevy. Sulfonovaný a rafinovaný destilát získaný z roponosných břidlic se dnes v různých formách používá pro mnoho lékařských indikací pod názvem Ichthyol a vyváží se do celého světa.
Dne 17. dubna 1945 byl při cíleném náletu 14. stíhací skupiny zničen železniční most Reither. Poškozeno bylo také přes 30 domů, kostel a škola.

## Znak
Blason: štít polcený zlatě a černě, v pravém zlatém poli černě oděný obr, který se chystá k úderu, v dolní části černého pole zlatá rybka obrácena doprava.
Obecní znak byl udělen tyrolskou zemskou vládou 24. listopadu 1970 a připomíná pověst z raného středověku, podle níž byl obr sedlák Thyrsus, který žil v údolí řeky Inn, zabit v souboji v oblasti pod Reithem obrem Haymem, který pocházel z oblasti Welsch. Zlatá rybka symbolizuje mořské živočichy usazené a zkamenělé v břidlicích v geologické epoše druhohorního triasu a jury, základní látce roponosných hornin.